# Ускоренное патентное делопроизводство
Ускоренное патентное делопроизводство (англ. Patent Prosecution Highway, PPH, УПД) — инициатива, призванная оптимизировать сотрудничество патентных ведомств и позволяющая участникам взаимно использовать результаты поиска и анализа патентов при рассмотрении патентных заявок.
Стороны соглашений о PPH договариваются о том, что если патентное ведомство одной из сторон определило заявку как патентоспособную, то ведомство другой стороны может применять для данной заявки процедуру ускоренного рассмотрения. PPH основан на признании результатов поиска и изучения заявки, полученные в первом офисе (как правило, — офисе страны пребывания), со стороны второго офиса. Достигаемые при этом снижение затрат на ведение дела, повышение гарантий защиты прав изобретателя в других странах и улучшение качества поиска и рассмотрения при всей их сложности обеспечивают реализацию стратегической миссии патентных организаций — развитие технологий и инноваций, содействие социальному прогрессу в целом.
PPH реализуется на основе двусторонних и многосторонних договоров между патентными ведомствами. Начало было положено Японией и США, патентные ведомства которых с 2003 года начали соответствующие переговоры, а в 2006 году запустили пилотный проект. Двусторонняя программа заработала в полном режиме с января 2008 года. Данное событие породило целую сеть договоров между странами и их объединениями (такими, как IP5) и дальнейшее осмысление и развитие подхода. Дополнительную актуальность инициативе придает сочетаемость с Договором о патентной кооперации (Patent Cooperation Treaty, PCT), когда к ускоренному рассмотрению принимаются Письменное сообщение (Written Opinion, WO) и Заключение международной предварительной экспертизы (International Preliminary Examination Report (IPER), подготовленные Органом международной предварительной экспертизы (International Preliminary Examining Authority, IPEA).
К 2016 году в дополнение к сети двусторонних договоров, насчитывающей 41 страну, и договору между странами IP5, действует многостороннее соглашение Global Patent Prosecution Highway, в котором участвует половина из указанных стран. Многосторонний статус позволил осуществить прорыв в упрощении, стандартизации и унификации документов и условий доступа к процедуре PPH и патентованию в целом. Можно смело утверждать, что с точки зрения общественного развития проект Global PPH внес радикальный вклад в улучшение глобального качества управления интеллектуальной деятельностью.
Анализ результатов внедрения ускоренного делопроизводства показывает хорошие результаты. Время получения патента в случае стандартной процедуры составляет 25 месяцев, в случае PPH — 2-3 мес. (данные по USPTO). Скидки по PPH могут достигать 95 %, в стандартном случае — только 44 %.
Одним из наиболее активных патентных офисов в вопросе PPH, является Японский патентный офис (JPO). Наряду с офисом по патентам и торговым маркам США (USPTO), японское ведомство является участником всех работающих форматов и наибольшего количества двусторонних договоров. Веб-ресурс «Patent Prosecution Highway Portal Site» администрируется JPO. В 2011 году Япония инициировала своеобразный PPH-2.0 — PPH MOTTAINAI, который в настоящее время адаптирован и используется многими странами: он дает возможность не только второму офису повторно использовать результаты поиска и анализа первого офиса, но и наоборот.
Российская Федерация является активным участником сотрудничества в рамках PPH, как в формате двусторонних договоров с Китаем, Испанией, Финляндией, Японией и США, так и в формате Глобального PPH.